# Zeegse
Zeegse (53° 04′ N, 6° 39′ L) é uma cidade dos Países Baixos, na província de Drente. Zeegse pertence ao município de Tynaarlo, e está situada a 9 km, a nordeste de Assen.
Em 2001, a cidade de Zeegse tinha 123 habitantes. A área urbana da cidade é de 0.052 km², e tem 58 residências.
A área de Zeegse, que também inclui as partes periféricas da cidade, bem como a zona rural circundante, tem uma população estimada em 360 habitantes.